# Формула-1 в СССР
Формула 1 в СССР представляла собой национальный класс гоночных автомобилей с открытыми колёсами для шоссейно-кольцевых автогонок по классификации Федерации автомобильного спорта СССР. Существовала с 1960 по 1976 годы.

## История

### Интеграция СССР в международный автоспорт
15 октября 1956 года Центральный автомотоклуб СССР (ЦАМК) стал официальным членом Международной автомобильной федерации (ФИА). Правила ФИА в числе прочего давали участникам право на проведение международных соревнований у себя дома. В июле 1958 года ФИА зафиксировала два международных рекорда скорости, установленные советскими гонщиками Алексеем Амбросенковым и Эдуардом Лорентом.
В 1958 году советская делегация побывала на одном из этапов международной Формулы-1, посетив английскую трассу «Сильверстоун» и проведённый на ней Гран-при Великобритании. В числе гостей гоночных соревнований на британской трассе в качестве международного наблюдателя был председатель автомобильной секции ЦАМК ДОСААФ, судья всесоюзной категории Л. Л. Афанасьев, описавший свои впечатления в статье «Что я видел в Сильверстоне». В частности, он писал:
Наибольший интерес у зрителей вызвал главный заезд по Формуле I, победитель которого получает трофей газеты «Дейли экспресс» и наибольший денежный приз (750 фунтов стерлингов). В этом заезде на 50 кругов приняли участие лучшие гонщики мира: Стирлинг Мосс, Питер Колинз, Жан Бера, Гарри Шелл, Мастен Грегори, Рой Сольвадори, Морис Тринтиньян и др.Л. Л. Афанасьев
В СССР после многих лет автоспортивной изоляции ничего подобного не было, и Афанасьев выражал надежду, что автомобильные соревнования появятся в Советском Союзе и будут иметь большой интерес у зрителей. Он также надеялся на скорейшее открытие трассы на аэродроме в Тушино и подготовку советской техники и гонщиков для выступления на международных соревнованиях.
В августе 1958 года советские гонщики на «Москвичах-407» дебютировали в ралли «1000 озёр», прошедшем в Финляндии. Это были первые международные соревнования для автоспортсменов из СССР, и отечественная команда показала достойный уровень: по утверждению Леонида Афанасьева, проводился командный зачёт среди моделей, в котором третье место занял «Москвич-407». До финиша добрались все четыре машины МЗМА, экипажи в личном зачёте расположились за пределами топ-15 из 48-ми финишировавших.
На состоявшемся в 1959 году конгрессе ФИА были избраны в руководящий орган советские делегаты (Л. Афанасьев, А. Ипатенко, В. Маржецкий, А. Сабинин) и тогда же был заслушан доклад о развитии автомобильного спорта в СССР. В 1961 году впервые в Советском Союзе были проведены международные раллийные соревнования под названием «За мир и дружбу». В январе 1960 года в СССР образована Федерация автомобильного и мотоциклетного спорта (ФАМС СССР).

### Подготовка к проведению соревнований
В 1959 году в СССР в рамках советских технических требований существовала группа «Г», включавшая одноместные гоночные автомобили с открытыми колёсами с форсированными двигателями «Волга» ГАЗ-21. Многие детали и узлы этих машин были позаимствованы у серийной «Волги».
Во время оттепели спортивные организации ФАС СССР, ЦАМК СССР и многочисленные спортивные клубы пытались приблизить соревнования в СССР к международному уровню, и поэтому стремились копировать регламент соревнований, правила их проведения, технический регламент, спортивный календарь, классы и виды соревнований к западным. Благодаря этому, в СССР появилась классификация гоночных автомобилей с открытыми колёсами. Отдельным классом стала формула 1. Такая классификация, по задумке, должна была стимулировать промышленность страны на создание гоночных автомобилей, не уступающих болидам европейских автогоночных команд. В основном, сходство технического регламента касалось ограничения рабочих объёмов двигателя: как и Формуле-1, изначально ограничение было до 2,5 л.

### Советское первенство и отдельные соревнования

#### 1960
Первый чемпионат по шоссейно-кольцевым автогонкам СССР в классе формула 1 и других классах прошёл в стране в 1960 году. Он состоял всего из двух этапов, гонках на трассах Невское кольцо в Ленинграде и Козе-Иру-Клоостриметса в Таллине. Оба соревнования были задуманы организаторами как Большие призы соответствующих городов и имели высокое значение даже отдельно друг от друга.
Последний Гран-при Санкт-Петербурга проводился в 1914 году и был международным и максимальная скорость, показанная на нём победителем Шоллем составила 134 км/ч, что на 26 км/ч больше, чем у победителя ленинградского национального Большого приза 1960 года. Однако машины 60-х годов хоть и отставали от западных, могли развивать куда большую скорость, но трасса Крестовского острова практически не имела прямых и состояла из двух больших дугообразных линий, что усложняло пилотирование на ней. Гонка автомобилей первой формулы стала главным событием гоночного дня в Ленинграде, стартовали 9 автомобилей и все они добрались до финиша. Скорости, показанные машинами в классе первой формулы, стали самыми высокими, превысив скорости в других молодых гоночных классах. За победу в гонке боролись Валерий Шахвердов и Михаил Ковалёв, выиграл в итоге Шахвердов на сконструированной им лично ГА-22.
На трассе в Эстонской ССР первым приехал таллинец Людвиг Кырге на машине «Старый Тоомас» со среднемоторной компоновкой. Ковалёв приехал вторым, но финишировавшему третьим Шахвердову хватило очков, чтобы стать первым чемпионом СССР по шоссейно-кольцевым гонкам в классе формула 1.
После проведения первого чемпионата подобного рода стало ясно, что Положение о первенстве СССР не до конца продумано и имеет ряд недоработок. Критике подвергалось, в частности, двухэтапное устройство чемпионата — из-за столь малого количества гонок чемпионом страны вполне мог стать случайный гонщик, а некоторым лидерам первой гонки во второй необходимо было просто доехать до финиша, чтобы попасть на подиум. Положительным влиянием первенства стал выход на соревнования многих автомотоклубов ДОСААФ, находившихся до этого не у дел.
В 1961 году формула 1 была заменена, согласно регламенту, зачётной группой «Свободная формула» и возобновлена только в 1963 году.

#### 1963—1965
В 1963 году в ФАС снова внесла изменения в регламент, к международным стандартам привели формулу «Юниор», ограничив там рабочий объём двигателя одним литром. Решено было вернуть формулу 1, но с ограничением объёма в 1500 см³, сделав её классом для бывших «Юниоров», не попавших в новый регламент. Эти машины имели двигатели «Москвич» с объёмом 1358 см³. Свободная формула с моторами ГАЗ не перестала существовать, превратившись в 1962 году в формулу 2, а в 1963 став формулой 5. К устаревавшим машинам первой формулы добавился заводской заднемоторный «Москвич-Г4», разработанный И. А. Гладилиным и Л. М. Шугуровым, имевший тот же 407-й двигатель. Новым автомобилем управлял лидер команды МЗМА Юрий Чвиров.
Первенство 1963 года содержало всё также два этапа. На этот раз первая гонка прошла в Литовской ССР на Неманском кольце недалеко от города Каунас, а вторая в БССР на Малом Минском кольце. Этап в Литве помимо прочего являлся отборочным — во второй этап проходила только десятка лучших в каждом классе, ещё пять гонщиков каждого класса могли быть допущены до второго этапа специальным решением судей. Первую гонку выиграл Юрий Чвиров на новом «Москвиче-Г4». Во второй гонке на новом «Минском кольце» первым стал Евгений Веретов на «Москвиче-Г3», опередив Чвирова всего на секунду. Несмотря на это, второе место Чвирова позволило тому с отрывом в 4 очка от Ветрова стать вторым чемпионом СССР в классе формула 1.
К сезону 1964 года правила в FIA вновь изменились, но это касалось других формул и не затронуло первую. Чемпионат 1964 года состоял из двух этапов — литовского и ленинградского. Из-за малого количества участников вторую формулу объединили с первой. К этому времени в советских соревнованиях участвовали купленные в ГДР гоночные автомобили «Melkus-Wartburg» конструкции немецкого инженера Хайнца Мелькуса, которые как раз приняли участие в спаренном классе. Имея объём двигателя всего 991 см³ «Мелькусы» смогли навязать борьбу «Москвичам». Георгий Сургучев на «Melkus-63» выиграл первую гонку на «Неманском кольце», обойдя Вадима Ржечицкого на «Москвиче-Г4». На «Невском кольце» ситуация повторилась и чемпионом СССР в 1964 году стал Георгий Сургучев.
В 1965 году первенство СССР проходило на тех же двух этапах, что и в прошлом году, их лишь поменяли местами. В этом году выступавших в формуле 1 было ещё меньше, а доминировали гонщики на доработанных машинах «Москвич-Г4А». Чемпионом СССР стал москвич Виктор Щавелев, выигравший оба этапа.
Несмотря на значительную заинтересованность завода МЗМА в строительстве гоночных автомобилей, ЗАЗ и ГАЗ не участвовали в подобных проектах. Также фактором, тормозящим развитие формульных классов в целом был острый дефицит запасных частей для гоночных автомобилей.

#### 1966—1968
В январе 1966 года FIA изменила регламент международной Формулы-1, увеличив максимальный объём двигателей болидов до 3000 см³ (для двигателей с наддувом до 1500 см³) и установив минимальную массу автомобиля в 500 кг. Советский регламент был соответственно скорректирован и в классе снова оказались другие машины — в основном все с двигателями ГАЗ-21, перешедшие из формулы 5 (свободной). К этому моменту советские машины обновлённой первой формулы по мощности уступали иностранным болидам гоночных команд практически в три раза. Например, моторы Scuderia Ferrari при 10500 об/мин выдавали 350 л.с., советский двигатель ГАЗ-21 к тому моменту имел мощность 115 л.с. при 5400 об/мин. Машины с двигателями «Москвич» уже бывшей 1,5-литровой формулы 1 теперь оказались в новой формуле 2 (с объёмом двигателя до 1600 см³) и теперь уже в этом классе гоночных автомобилей происходило непрерывное сокращение количества участников соревнований. Так, на чемпионат заявились только трое участников и их снова на время соревнований объединили с первой формулой.
Таким образом заводские гонщики МЗМА и другие на машинах из второй формулы оказались на старте вместе с гонщиками формулы первой. Однако победитель чемпионата Владимир Бубнов сидел за рулём «Москвич-Г4А» с двигателем «Москвич-408», развивавшем 81 л. с.. Этот автомобиль был легче машин первой формулы и отличался лучшей аэродинамикой вкупе с хорошей управляемостью. Его товарищ по МЗМА Виктор Щавелев пилотировал новый «Москвич-Г4М», имевший 92-сильный экспериментальный двигатель 412-й модели. Чемпионат СССР 1966 года традиционно содержал два этапа — ленинградскую и литовскую трассы. Однако нововведением было то, что каждый этап проходил в два заезда каждый, что номинально увеличило количество получаемых гонщиками очков вдвое. Бубнов, набравший 85 очков, стал чемпионом Союза, Владимир Глурджидзе на АСК был вторым, Константин Константинов на КВН-3000Г стал третьим. Щавелев был только шестым, несмотря на две победы во втором этапе, две первые гонки в Ленинграде он сходил с трассы из-за проблем с трансмиссией.
1967 год выдался сложным для всего кольцевого автоспорта в СССР и для формулы 1 в частности. 9 апреля на городской трассе «Ваке-Сабуртало» в Тбилиси, на первом из трёх запланированных этапов чемпионата СССР, произошла трагедия. Параллельно с первым этапом чемпионата проводились гонки на серийных автомобилях. Во время одной из таких гонок краснодарец Байзет Беджашев на «Волге» при выходе из поворота не справился с управлением и протаранил толпу зрителей, пятеро из которых погибли, а шестеро получили ранения. Это была крупнейшая трагедия в истории советского автоспорта и она способствовала негласному бойкоту кольцевых автогонок вообще. В прессе того времени нельзя встретить сообщения о случившемся, также из колонок по непонятным для читателей причинам на время пропали ставшие уже традиционными сводки с кольцевых автогоночных соревнований. Наибольший удар пришёлся по гонкам на серийных автомобилях, хотя формульные автомобили вместо трёх запланированных этапов получили в итоге только один, хоть и сдвоенный, в Ленинграде. Так, всего за один день чемпионство завоевал ленинградец Евгений Павлов на самодельной машине АСК.
В 1968 году формулы 1 в чемпионате не было вообще.

#### 1969

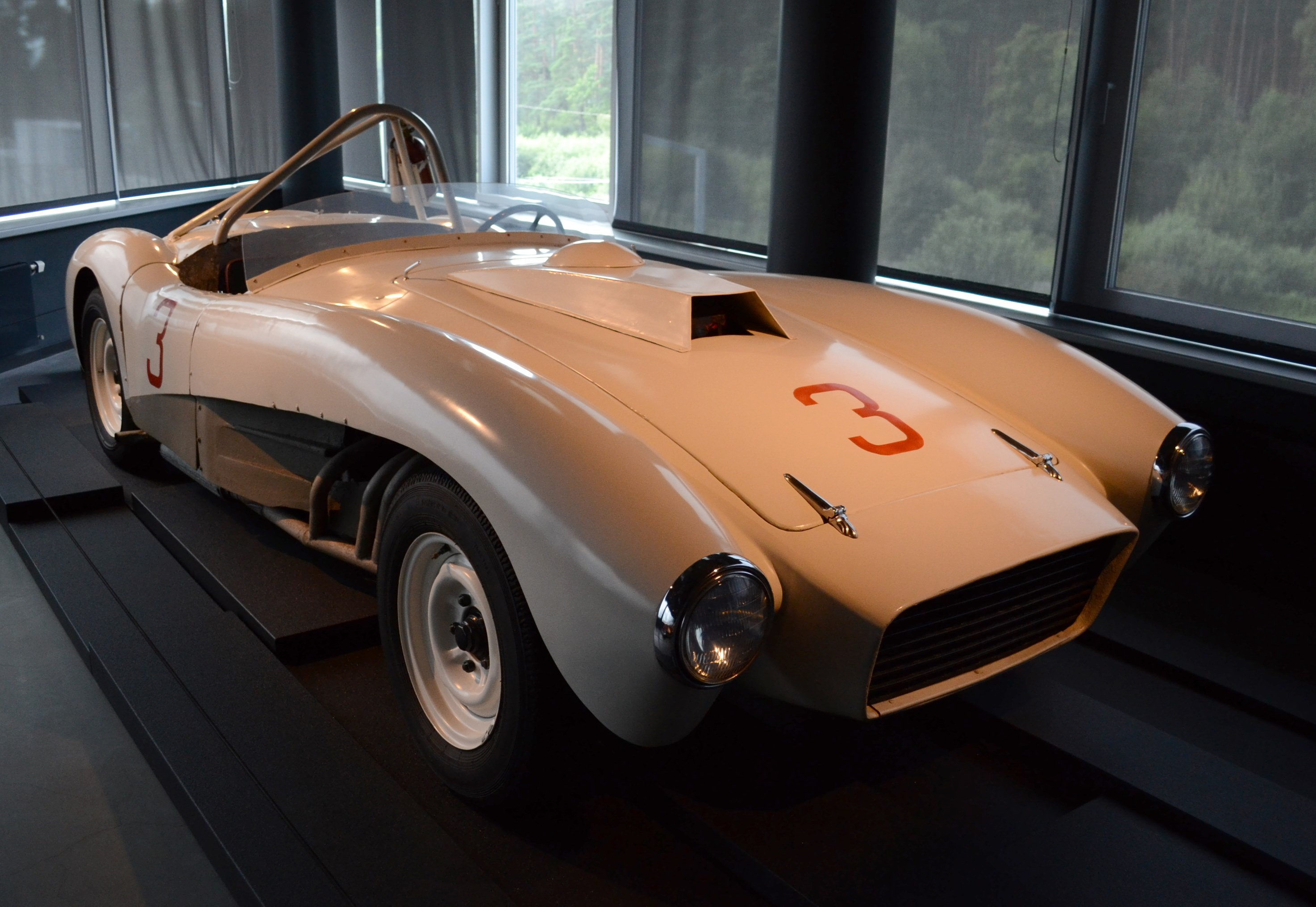
ЗИЛ-112С

В 1969 году ФАС СССР внесла изменения в регламент, разрешив использовать автомобили с двигателями любого объёма, тогда как болиды международной Формулы-1 имели разрешение только на трёхлитровые моторы. Связано это было с тем, что руководителей ФАС вдохновил спортивный автомобиль ЗИЛ-112С, имевший двигатели с объёмом 5996 см³ и 6962 см³, и выдававший на последнем мощность в 300 л. с. Попав в рамки регламента, два ЗИЛ-112С, хоть и не были гоночными автомобилями, были заявлены на первенство в вернувшемся классе 1 формулы, но, несмотря на выдаваемую мощность, машины не показали хороших результатов, теряя много времени в поворотах.
По сути, из-за снятия ограничения объёма двигателя, первая формула де-факто была «свободной», и заявившиеся в неё автомобили в 1969 году отличались своей разнообразностью. Большинством из заявленных на этапы были всё те же машины с переднемоторной компоновкой на двигателях ГАЗ-21. С этим же двигателем на старт выходила более современная «Эстония-14», а из-за отмены прошлогодней Формулы-5 вернулись «Москвич-Г4М» и два новых «Москвич-Г5». Со второго этапа «-Г5» получили усовершенствованные двигатели «Москвич-412», развивавшие 112 л. с.
Система начисления очков в сезоне 1969 имела следующий вид: 10, 7, 5, 3, 2, 1 за первые шесть мест соответственно. Чемпионат этого года впервые проводился в четыре этапа на трассах «Боровая» (Малое Минское кольцо), «Кольце скорости» и «Кольце мастерства» в Бикерниекском лесу на окраине Риги, и на Невском кольце в Ленинграде. Победителем соревнований 1969 года в классе формулы 1 стал Вадим Ржечицкий на «Москвиче-Г5», не выигравший ни одной гонки, но всегда приезжавший на подиум и заработавший 24 очка. Он всего на 1 очко опередил Мадиса Лайва, выигравшего два этапа на «Эстонии-14».

#### 1970—1976
Последние годы для формулы 1 прошли не лучшим образом — ещё со второй половины 1960-х годов класс стал объединять автомобили, не попадающие в более популярные формулу-3 и формулу «Восток» и де-факто превратился в «свободную формулу».
Чемпионат в 1970 году планировалось провести в три этапа: в Ленинграде, Риге и Минске (несмотря на четырёхэтапный в прошлом году). При этом ФАС внесла изменения в календарь, поменяв этапы местами и увеличив временные промежутки между ними (до этого всё первенство планировалось провести в течение трёх недель в сентябре). Минский этап открыл чемпионат и был приурочен к советскому этапу Кубка Дружбы. Следующая гонка так и не была проведена. В сентябре ФАС официально объявила об отмене двух этапов и признала чемпионами в своих классах победителей минской гонки. Чемпионом стал Юрий Андреев, выступавший на иностранном De Sanctis Ford, автомобиле формулы-3 пятилетней давности. Миниатюрная машина весила всего 360 килограмм, а по мощности (95 л. с.) практически не уступала тяжёлым машинам первой формулы. Второе и третье место досталось гонщикам на новых «Эстония-16» с двигателями «Москвич-412». Формально эти машины относились формуле-2, но в 1970 отдельные гонки для этого класса всё ещё не проводились. Мадис Лайв продолжил выступать на «Эстония-14», а гонщики АЗЛК на «Москвичах» пропали из поля зрения.
В чемпионате 1971 года проводилось три этапа: в Минске, Риге и Таллине, победителем в классе формула-1 стал Мадис Лайв на машине «Эстония-14-Волга», выигравший две гонки из трёх. Заводские гонщики Ржечицкий, Шевченко, Щавелев и другие, к этому времени или уже ушли или собирались уходить из автоспорта, продолжилась прошлогодняя тенденция уменьшения количества «Москвичей» на гоночных трассах.
Регламент 1972-го вернул «первую формулу» в предел объёмов двигателей в 3000 см³, в остальном чемпионат был таким же, как и в прошлом году: те же этапы и в таком же порядке. Ограничение объёма не оказало какого-то воздействия на класс, в формуле-1 и в предыдущие сезоны не выступали автомобили с объёмом двигателя более 3 литров. Однако вкупе с этим был приведён к международному значению регламент формулы-3 для проведения восточноевропейских соревнований в рамках Кубка Дружбы. В международных соревнованиях класс «третьей формулы» получил название «Восток».
1973 год продолжил относительную стабильность в автогоночном спорте, однако формула-2 была исключена из классификации и теперь официально вошла в класс «первой формулы». В целом это пошло на пользу, так как отличий между этими классами последние годы становилось всё меньше, а из-за малого количества участников гонки двух классов и так объединяли, а машины «второй формулы» навязывали достойную борьбу. Несмотря на это объединение, в 1974 году формулу-2 снова выделили в отдельный класс. А первенство 1973-го выиграл Николай Казаков на «Москвиче-Г5М».
Чемпионат 1974 года вернулся к четырёхэтапной схеме, однако гонки проводились дважды на двух трассах, в зачёт шли очки, заработанные гонщиками в каждом из четырёх заездов. Большинство участников формулы-1 стартовали на автомобилях «Эстония-16М» с двигателями «Москвич-412», относившихся ко «второй формуле». Победу в чемпионате СССР в этом сезоне одержал эстонец Хенри Саарм на «Эстония-16С».
Следующий год принёс ещё большее увеличение автомобилей «Эстония-16М» в «первую формулу». Первенство проводилось по такой же схеме, как и в прошлом году, однако одним из этапов стал новый автодром «Чайка», открытый в Киеве. Единственный участвовавший в первенстве «Москвич-Г5М» под управлением Юрия Теренецкого отличился крайне низкой надёжностью двигателя. С такой же проблемой столкнулись и двигатели ГАЗ-24-14 Станислава Гесс де Кальве, FIAT-132 Владислава Барковского и «Ford-Granada» Сергея Панасенко. «Эстонии» в очередной раз доказали свою надёжность, чемпионом 1975 года на одной из таких машин стал грузин Гурам Дгебуадзе, опередив прошлогоднего чемпиона. Третьим был харьковчанин Владимир Капшеев на самодельном К-2000 с двигателем «Москвич-412», увеличенным до 1600 см³.
В последние годы существования класса формулы-1 в первенстве СССР сильнейшие гонщики переходили в формулу «Восток», а в 1976 году последним победителем чемпионата в классе «первой формулы» стал Владимир Греков на машине «Эстония-18». В 1977 году формула-1 пропала из национальной классификации и больше не возвращалась.

## Автомобили

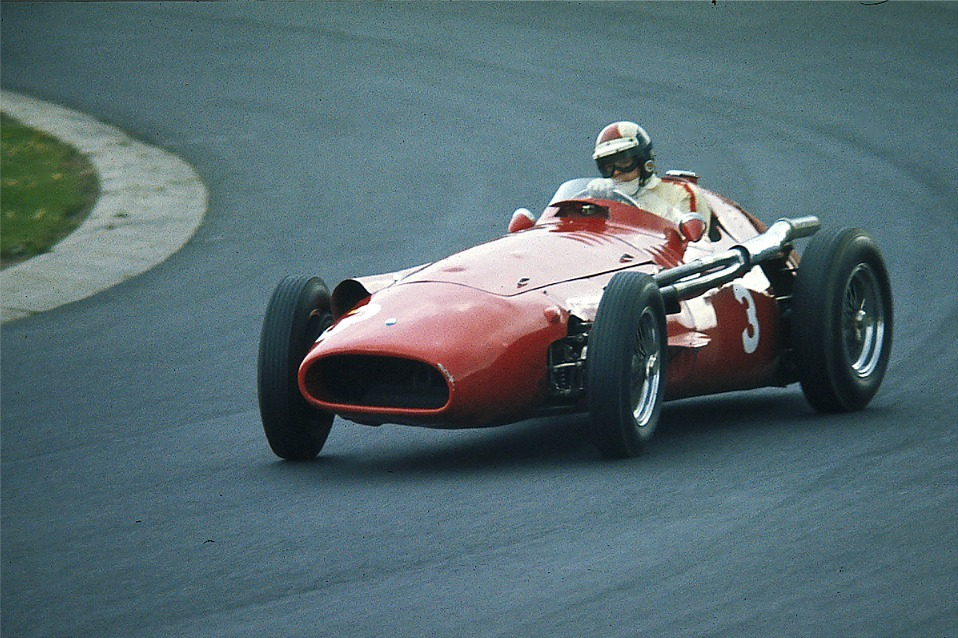
Maserati 250F, на которую была похожа ГА-22

В отличие от западных гоночных команд, имевших в своём распоряжении достаточные финансовые ресурсы и возможности разработки агрегатов для болидов практически с нуля, советские автомобильные конструкторы за небольшим исключением создавали гоночные автомобиле в «кустарных» условиях. Таким образом, в советской национальной формуле 1, особенно в первые годы её существования, участвовали, как правило, машины-самоделки, базой для которых служили узлы серийных машин, собираемые, в основном, поштучно. Лишь крупный завод АЗЛК изготовил гоночные болиды в нескольких экземплярах, а двигатель ГАЗ-21 использовался на многих гоночных автомобилях практически всё время существования национальной формулы 1. Таллинский опытный авторемонтный завод занимался разработкой и массовым выпуском достаточно успешных автомобилей «Эстония». Но в целом машиностроительная отрасль не предпринимала попыток создания гоночных автомобилей, схожих с мощными машинами международной Формулы-1.
| Автомобиль    | Год  | Кол-во и V цилиндров (см³) | Число карбюраторов | ГРМ  | Мощность (л. с.) и кол-во об/мин | Двигатель     | Кол-во передач | База (мм) | Масса (кг) | Макс. скорость (км/ч) |
| ------------- | ---- | -------------------------- | ------------------ | ---- | -------------------------------- | ------------- | -------------- | --------- | ---------- | --------------------- |
| ГА-22         | 1958 | 4 — 2445                   | 2                  | OH   | 84 — 4000                        | ГАЗ-21        | 3              | 2380      | 900        | 200                   |
| КВН-3000Г     | 1964 | 4 — 2898                   | 2                  | OH   | 115 — 5400                       | ГАЗ-21        | 3              | 2400      | 690        | 210                   |
| «Москвич-Г4А» | 1965 | 4 — 1358                   | 4                  | OH   | 81 — 5500                        | «Москвич-408» | 4              | 2350      | 550        | 180                   |
| ХАДИ-8        | 1967 | 8 — 1974                   | 1                  | DOHC | 340 — 6500                       | —             | 5              | 2600      | 550        | 200                   |
| «Эстония-14»  | 1968 | 4 — 2445                   | 2                  | OH   | 110 — 4000                       | ГАЗ-21        | 4              | 2350      | 550        | 200                   |
| «Москвич-Г5А» | 1972 | 4 — 1840                   | 4                  | DOHC | 124 — 6000                       | «Москвич-412» | 5              | 2284      | 600        | 200                   |
| МАДИ-01       | 1973 | 6 — 2998                   | 1                  | OH   | 125 — 5400                       | ГАЗ-21-14     | 5              | 2480      | 736        | 204                   |
| «Эстония-17»  | 1974 | 4 — 2445                   | 4                  | OH   | 130 — 4000                       | ГАЗ-24        | 5              | 2350      | 550        | 200                   |

## Победители первенств СССР в классе формула 1
| Чемпионы СССР по шоссейно-кольцевым автогонкам в классе формула-1 | Чемпионы СССР по шоссейно-кольцевым автогонкам в классе формула-1 | Чемпионы СССР по шоссейно-кольцевым автогонкам в классе формула-1 |
| Сезон                                                             | Чемпион                                                           | Автомобиль                                                        |
| ----------------------------------------------------------------- | ----------------------------------------------------------------- | ----------------------------------------------------------------- |
| 1960                                                              | Валерий Шахвердов                                                 | ГА-22                                                             |
| 1963                                                              | Юрий Чвиров                                                       | «Москвич-Г4»                                                      |
| 1964                                                              | Георгий Сургучев                                                  | Melkus-Wartburg-63                                                |
| 1965                                                              | Виктор Щавелев                                                    | «Москвич-Г4А»                                                     |
| 1966                                                              | Владимир Бубнов                                                   | «Москвич-Г4А»                                                     |
| 1967                                                              | Евгений Павлов                                                    | АСК                                                               |
| 1969                                                              | Вадим Ржечицкий                                                   | «Москвич-Г5»                                                      |
| 1970                                                              | Юрий Андреев                                                      | De-Sanctis Ford                                                   |
| 1971                                                              | Мадис Лайв                                                        | «Эстония-14-Волга»                                                |
| 1972                                                              | Юрий Теренецкий                                                   | «Москвич-Г5М»                                                     |
| 1973                                                              | Николай Казаков                                                   | «Москвич-Г5М»                                                     |
| 1974                                                              | Хенри Саарм                                                       | «Эстония-17-Волга»                                                |
| 1975                                                              | Гурам Дгебуадзе                                                   | «Эстония-16М-Москвич»                                             |
| 1976                                                              | Владимир Греков                                                   | «Эстония-18-ВАЗ»                                                  |

### Комментарии
1. ↑  Машины выставляли не команды и различные спортивные общества СССР: Даугава, ДОСААФ, Зенит, Йыуд, Калев, Спартак, Труд.
2. ↑  За все годы существования гоночной серии использовались моторы  АЗЛК,  ВАЗ,  ГАЗ,  ЗИЛ,  МеМЗ,  Wartburg,  Škoda,  Cosworth,  Ford.
3. ↑  Советские гоночные автомобили с открытыми колёсами имели форсированные двигатели конвейерных автомобилей и не могли развивать таких высоких оборотов, как специально сконструированные гоночные моторы европейских команд.
4. ↑  Это не относилось к третьей формуле, гонки на которых успели состояться в Тбилиси 9 апреля 1967 года
5. ↑  Под «кустарными» понимаются условия сборки автомобиля в незаводских условиях